# Iglesia de Nuestra Señora de la Consolación (El Pedroso)
La Iglesia de Nuestra Señora de la Consolación situada en la plaza de la Constitución de la localidad de El Pedroso (provincia de Sevilla) es un templo católico que data del siglo XV. Fue inscrita, con carácter específico, en el Catálogo General del Patrimonio Histórico Andaluz en 2002.
Se trata de una iglesia de una sola nave con cabecera plana construida en varias fases y estilos. El presbiterio y los dos primeros tramos de la nave, levantados en el siglo XVI, se cubren con bóvedas vaídas, mientras que los tres últimos tramos, añadidos ya en el último cuarto del siglo XVIII, lo hacen con bóveda de cañón con fajones. En estos últimos tramos la nave se estrecha ligeramente y en los laterales se sitúan dos sencillas puertas adinteladas de acceso y capillas. Sobre ellas corre una galería abierta a la nave, que se cubre en cada tramo con bóvedas de cañón dispuestas transversalmente  a ésta. Esos tramos se comunican entre sí por pequeños huecos de paso abiertos en los machones de separación. 
En el lado de la epístola, abre la capilla sacramental, trazada por Pedro Díaz de Palacios (1575) cubierta con cúpula casetonada con linterna. Frente a ella, en el lado del evangelio, se dispone otra capilla cubierta por bóveda de cañón. En la cabecera, en el lado del evangelio, se dispone la torre y el cuerpo que alberga la sacristía y la vivienda parroquial, que se estructura al exterior mediante robustos contrafuertes de sillería. A los pies, adintelado sobre gruesos pilares de ladrillos, se sitúa el coro alto y bajo éste está la sillería del coro bajo que se cierra lateralmente con dos puertas de acceso a sendos pequeños espacios laterales. Al exterior la volumetría del templo es compleja, reflejando el proceso de adiciones históricas. 
Destacan los distintos volúmenes de las dos fases constructivas de la nave: La primera, de mayor altura, trasluce al exterior los dos tramos de que consta mediante grandes contrafuertes, presentando bajo la cornisa de la cubierta una serie de gárgolas de piedra que permiten deducir la existencia de una primitiva cubierta de terraza distinta de la actual, a varias aguas y con tejas curvas. La estructura portante se resuelve con muros de carga de sillería en la parte más antigua y fábrica de ladrillo en la ampliación, en ambos casos enfoscados y encalados tanto al interior como al exterior.

## Descripción
Edificio realizado en sillería mampuesto y ladrillos, constituido por una sola nave distribuida en cinco tramos y capilla mayor cuadrangular. En el costado derecho de ésta se adosa una capilla cuadrada. Además situada en el muro de la Epístola se encuentra la capilla Sacramental. La torre construida en sillería, se sitúa en el muro del Evangelio, y presenta dos cuerpos rematados con un chapitel piramidal.
El templo dispone de dos portadas, una de ellas se abre en el muro del Evangelio y se encuentra al mismo nivel que la plaza Mayor de la población. La otra portada se sitúa en el muro de la Epístola y se accede a ella a través de una gradería que conduce a un pequeño atrio. Las dos portadas son de esquema adintelado, se flanquean por pilastras y presentan frontones en el remate.

## Historia
Esta iglesia es fruto de varias etapas constructivas que se pueden diferenciar claramente según las distintas épocas. Fue construida originalmente en estilo gótico-mudéjar con tres naves, de la que únicamente se conserva la capilla colateral derecha la denominada capilla de San José, que puede fecharse en torno a 1400.
El templo sufrió una importante transformación que alteró su estructura original, en época renacentista, entre los años 1556 al 1561, pasando de tener las tres naves a una única que ocupaba la extensión de las anteriores y quedó dividida en dos tramos, en una obra dirigida por el maestro Diego Sánchez.
A consecuencia del terremoto de Lisboa del 1 de noviembre de 1755, la iglesia quedó casi destruida. Fue contratado para la reparación Pedro de Silva, maestro mayor del arzobispado de Sevilla; las actuaciones llevadas a cabo supusieron la demolición de la antigua torre y la construcción de la actual entre enero de 1758 y febrero de 1759. Antonio de Figueroa y Ruiz, entre 1779 y 1780, construyó los restantes tramos de la iglesia actual.

## Bienes muebles vinculados al inmueble

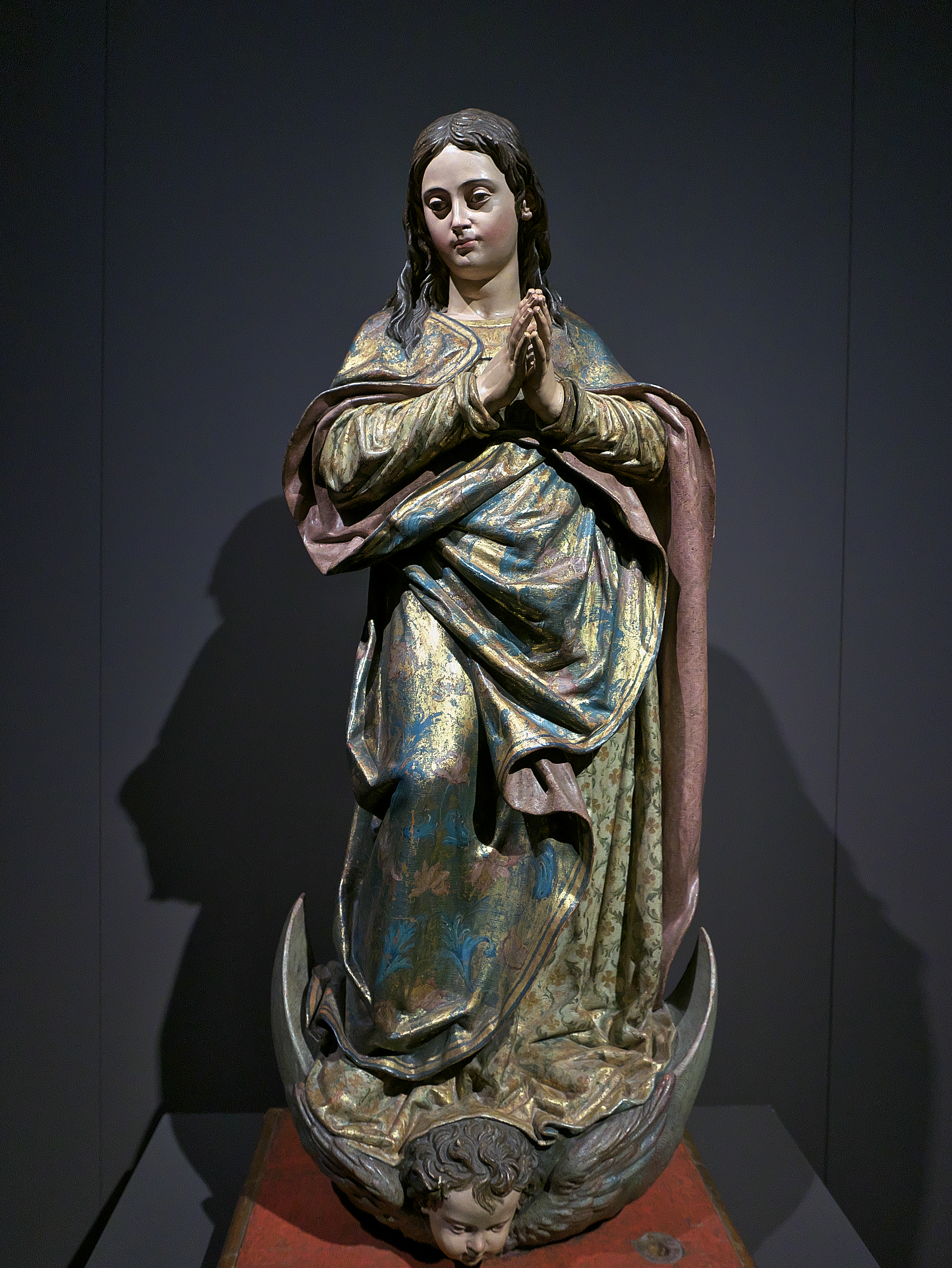
Inmaculada Concepción, Juan Martínez Montañés.

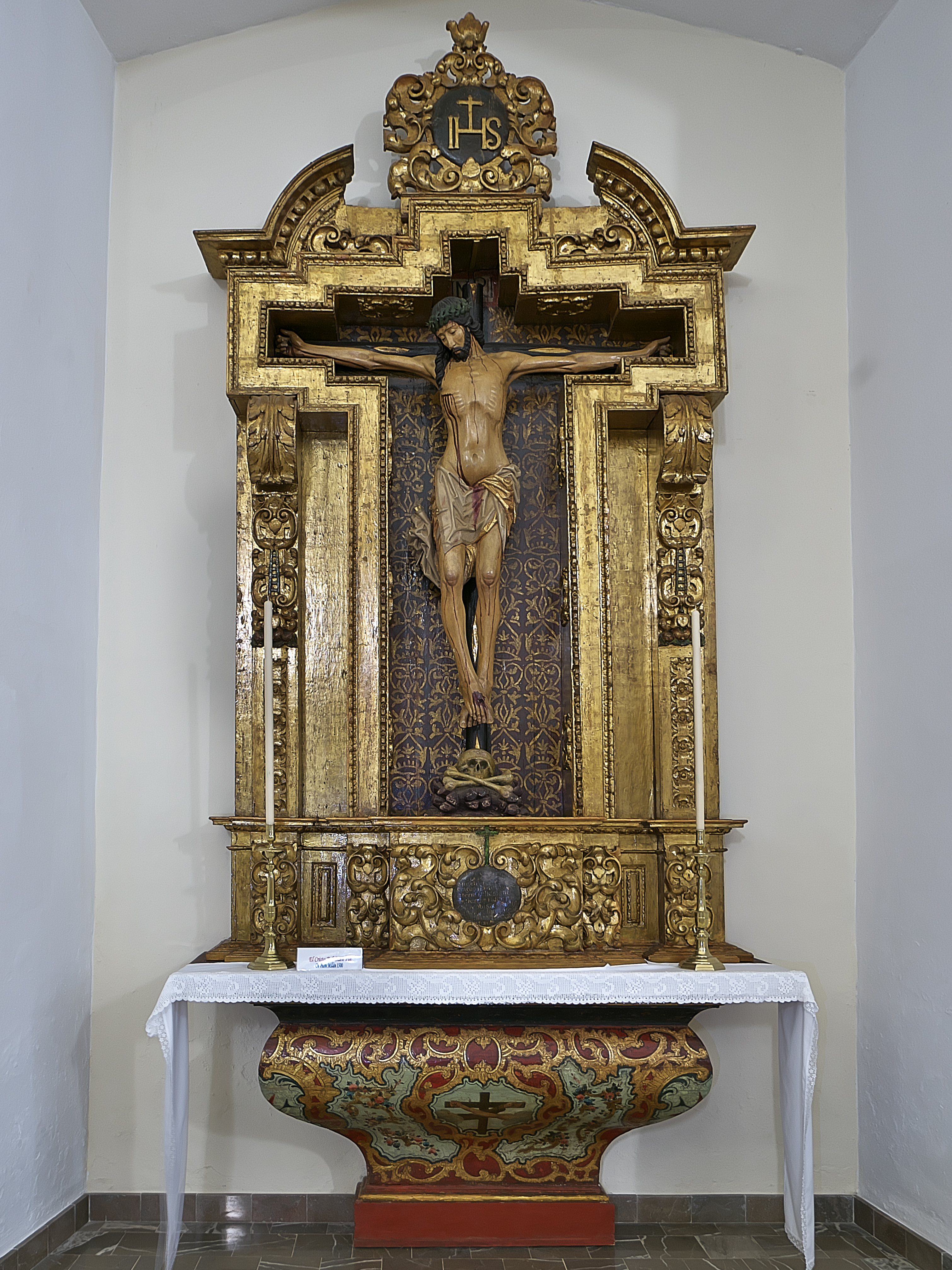
Cristo del Buen Fin, Pedro Millán.

Entre las variedad de obras que alberga el templo destacan:

### El retablo del Altar Mayor
La obra del retablo fue contratada con Luis de Baias en el año 1727.
La idea original en 1727 era que las esculturas de este retablo fuesen realizadas por Pedro Duque Cornejo, pero finalmente fueron realizadas por Bartolomé García de Santiago hacia 1743. Son de este autor, pues, un relieve con un pelícano, y las estatuas de San Pedro y San Pablo, en los laterales, San Isidoro y San Leandro, en el ático, y el Crucificado que remata todo el conjunto. No se conserva la estatua de San Miguel que debía de ocupar el hueco del manifestador sacramental situado sobre el camarín principal y, en su lugar, hay una estatua desprovista de sus atributos que podría representar a San Nicolás de Bari.
En la hornacina central se sitúa una escultura de la Virgen con el Niño de finales del siglo XVI que es atribuida a Jerónimo Hernández.

### El Cristo del Buen Fin
Es una escultura de madera policromada que representa a Cristo muerto, fijo en la Cruz mediante tres clavos. Obra atribuida al escultor Pedro Millán, fechada en 1505, su estilo está dentro del gótico flamenco. Recientemente restaurado, es una de las joyas de esta Iglesia.

### Retablo de la Inmaculada Concepción
Esta obra fue contratada a Juan Martínez Montañés en el año 1606, siendo finalizada en el año 1609. Aparece en un retablo bastante sencillo, cuya estructuras se distribuye en dos cuerpos, de tres calles cada uno, y un banco. En su origen estaba presidido por la imagen de la Inmaculada en la hornacina central, aunque en la actualidad su lugar esta ocupado por la imagen de San José, escultura del siglo XVIII, de la escuela sevillana de Pedro Roldán. Destacan el vuelo de la túnica y el manto, con características propias del barroco. A los lados de esta imagen aparecen los relieves de San Bartolomé y Santiago. 
En el centro del segundo cuerpo sobresale un lienzo de Santa Catalina, descubierto recientemente en la restauración del retablo. Es una magnífica obra del pintor flamenco Hernando de Esturmio, de la escuela de Flandes, que se instaló en Sevilla hacia 1539. Representa a Santa Catalina de Alejandría , con los atributos de su martirio: la rueda y la espada. A los lados dos tablas que representa a San Pedro y San Diego de Alcalá, obras atribuidas a Francisco Pacheco. El retablo se terminó, según la inscripción que consta en el bando, en 1608.

### Inmaculada de Martínez Montañés
Talla realizada y destinada a ocupar la hornacina central del anterior retablo, en la actualidad se encuentra situada en el retablo neoclásico de la capilla Sacramental. La escultura de la Inmaculada es una bella imagen que representa a la Virgen, casi una niña. Esta de pie sobre la luna que tiene en el centro una cabeza de ángel. El rostro de la Virgen está inclinado hacia el lado derecho y dirige la mirada al suelo. Es interesante el ropaje y el manto que la cubre formando grandes pliegues.

### Retablo de Santa Ana, la Virgen y el Niño
Magnífico retablo de principios del siglo XVIII, dividido en tres calles por columnas salomónicas, en la hornacina central se encuentra el grupo escultórico del segundo tercio del siglo XVI, realizado en madera policromada. La Virgen aparece en el regazo de Santa Ana y en sus brazos muestra el Niño Jesús. La imagen de Santa Ana es de mayor tamaño y en el rostro refleja una serena madurez. Las tres figuras están dotadas de una gran solemnidad, tanto por el gesto como por las miradas que presentan. En el año 1716, la Orden Tercera del Convento de San Francisco de Cazalla de la Sierra contrató a Luis de Baias para que éste efectuase la talla de un retablo. A mediados del siglo XIX y desamortizado citado convento, el Arzobispo de Sevilla autorizó que el retablo fuese trasladado a la parroquia de El Pedroso. Restaurado en Sevilla, actualmente lo preside una imagen de Santa Ana.

### Capilla de la Virgen del Rosario
Situada frente al Sagrario en el muro del Evangelio, contiene un bello retablo fechado en 1630. Es una interesante muestra de los retablos sevillanos de esta época. Presenta un solo cuerpo dividido en tres calles, ocupando la central una imagen de candelero y las laterales relieves con San Juan Bautista, San Pablo y la Anunciación. En la parte alta se sitúa una escultura de San Esteban. Dentro de esta capilla, se encuentra la imagen de San Antonio de Padua. Una imagen realizada en madera policromada con tonsura de fraile y hábito de la orden franciscana, túnica y cordón. En el brazo derecho lleva el libro de sus escritos y en la izquierda una azucena, símbolo de la pureza. Por su estilo, podemos decir que pertenece al siglo XVIII, aunque es un dato aún por confirmar.

### Jesús del Gran Poder
Retablo a modo de hornacina del siglo XVIII con colores muy vivos que recurre a la pintura y talla típica de este siglo, juega con la combinación de relieves y colores, lo que le da un toque muy valioso por el juego de luces y sombras que se producen entre los relieves. Por su parte, la imagen del Gran Poder es una talla anónima del siglo XVI que fue adaptada en el siglo XVIII como imagen procesional. Actualmente procesiona en El Pedroso el Domingo de Ramos en Viacrucis gracias al Grupo Joven de El Pedroso.